# 스티브 딧코

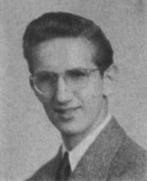
1945년의 스티브 딧코

스티브 딧코(Steve Ditko, 1927년 11월 2일 ~ 2018년 6월 29일)는 미국의 만화가로, 스탠 리와 함께 스파이더맨 등을 만들어냈다. 닥터 스트레인지도 만들었다. 또한 그는 아이언맨을 디자인 하는데 빨간색과 노란색을 활용하여 중요한 디자인적 역할을 하였다. 그는 뉴욕의 스쿨 오브 비주얼 아츠(당시 만화와 삽화 학교)에서 배트맨의 아티스트이자 조커를 만들었던 제리 로빈슨의 밑에서 만화를 배웠다.
그는 고등학교 졸업 후 1945년 미 육군에 입대하였으며 제대 후 만화가의 길로 들어섰다.